# Macclesfield FC
Macclesfield Football Club är en engelsk fotbollsklubb i Macclesfield, Cheshire, England som grundades 13 oktober 2020 av den lokala affärsmannen Robert Smethurst. Klubben spelar sina hemmamatcher på Leasing.com Stadium, tidigare känd som The Moss Rose.

## Historia
Den 16 september 2020 försattes klubben Macclesfield Town FC i konkurs efter att ha dragits med ekonomiska bekymmer ett flertal år. När skulderna översteg £500.000 kunde dåvarande ägaren Amar AlKadhi i slutändan inte betala ut löner till spelare och ledare varpå en domstol beslutade att klubben skulle upplösas. Drygt en månad senare köpte Robert Smerhurst tillgångarna till den tidigare klubben Macclesfield Town, där även arenan ingick, bytte namn och således var den nya klubben född. Smethurst gick tidigt ut och aviserade att hans mål var att ta stadens lag tillbaka till engelsk fotbolls finrum, det vill säga att man återigen ska spela på professionell nivå. Ett första steg i den riktningen var att utse klubblegendaren Danny Whitaker till spelande tränare samt att rekrytera den förre Walesiska landslagsspelaren Robbie Savage som klubbdirektör. Man påbörjade samtidigt ett samarbete med Savages egen stiftelse The Savage Foundation med fokus på att alla barn och ungdomar ska få möjligheten till gratis fotboll oavsett bakgrund. 

### Säsongen 2021-22
Efter det administrativa arbetet blivit genomfört stod det klart att Macclesfield FC skulle spela i North West Counties Football League. Premiärmatchen spelades hemma inför 2018 åskådare på ett utsålt Leasing.com Stadium, som på grund av restriktioner inte fick ta in fler åskådare, mot Burscough FC och vanns med 1-0. Historisk första målskytt blev mittfältaren Leon Arnasalam. Första bortamatchen spelades mot Winsford United FC och slutade 4-4 efter att alla Macclesfields mål gjorts av Tom Clare. Första matchen i FA-cupen spelades även den mot Burscough FC och segersiffrorna skrev den här gången till 4-0.